# 黛布拉·佩吉特
黛布拉·佩吉特（英語：Debra Paget, 1933年8月19日—）是一名美國電影和电视演員，以出演《十誡》和《鐵血柔情》出名。
她結過三次婚，最後一位丈夫是孔祥熙之子孔令傑，但三段婚姻均以離婚告終。

## 生平

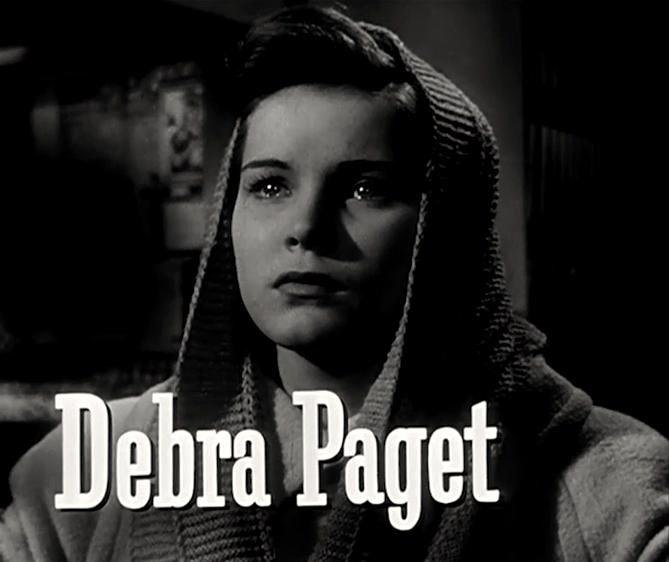
《城市的呼喊》中的佩吉特

佩吉特出生於丹佛，是演員瑪格麗特·愛倫（Margaret Allen，原姓Gibson）的五個孩子之一，其父弗蘭克·亨利·格里芬（Frank Henry Griffin）是一名畫家。1930年代，全家搬到洛杉磯。佩吉特8歲就開始演出，11歲就讀好萊塢專業學校，她的三個姐妹後來也進入了娛樂圈。
她出演的第一個主要角色是1948年20世紀福克斯的電影《城市的呼喊》中的Teena Riconti。福克斯欣賞佩吉特的才能，後來又讓她在其他電影裡接下了幾個角色。她出演的《尼罗河公主》（1954）雖然票房不佳，但口碑不錯，她也因此成為福克斯演員中收到粉絲信件第三多的人，僅次於玛丽莲·梦露和贝蒂·格拉布尔。
派拉蒙也看中了她，她因此得以出演《十誡》（1956），獲得了極大的成功。1963年，她在出演《恶魔传说》和《鬧鬼的宮殿》之後隱退。

## 擴展閱讀
- Kinchlow, Ben. . TBN Newsletter. 2001, 28 (9).
- Wandworth, James. . Motion Picture and Television Magazine. July 1953, 85 (6): 38–39, 73–74.
- Weaver, Tom. . Starlog. April 1998, (249): 63–67.
- Weaver, Tom. . Classic Images. September 2002, (327): 65–68.

## 外部連接
- 黛布拉·佩吉特在互联网电影资料库（IMDb）上的資料（英文）
- 黛布拉·佩吉特在豆瓣上的资料（简体中文） （中文）
- 在AllMovie上黛布拉·佩吉特的頁面（英文）
- YouTube上的Debra Paget